# WATE-TV
WATE-TV est une station de télévision américaine située à Knoxville, Tennessee, appartenant à Nexstar Media Group et affiliée au réseau ABC.

## Télévision numérique terrestre
| Canal virtuel | Vidéo | Aspect | Programmation                          |
| ------------- | ----- | ------ | -------------------------------------- |
| 6.1           | 720p  | 16:9   | Programmation principale WATE-TV / ABC |
| 6.2           | 480i  | 4:3    | getTV (en)                             |
| 6.3           | 480i  | 4:3    | Laff (en)                              |
| 6.4           | 480i  | 16:9   | Cozi TV                                |